# Vessioli (Khabàrovsk)
Vessioli - Весёлый (rus) - és un possiólok poble adscrit al districte rural de Verkhnebureïnski (krai de Khabàrovsk, Rússia). El 2012 tenia 50 habitants.